# 卜鉅一
卜 鉅一（ポク・コイル、복거일、1946年3月20日 - ）は、韓国の小説家・評論家。忠清南道の牙山出身。本貫は沔川卜氏。

## 略歴
1987年、長編小説『碑銘を求めて』（비명을 찾아서、日本語訳題『京城・昭和六十二年 碑銘を求めて』）を発表して文壇にデビュー。デビュー後は空想科学小説を書いた。彼が書いた空想科学小説は科学の発達と変化が人間の生活にどのように影響し、未来はどうなっていくのかを文学的に描いている。
代表的な空想科学小説として、朝鮮中期へタイムスリップする｢歴史の中の旅人｣と｢青い月の下で｣などがある。
その後、再び本格的な創作活動に入り、米軍基地の周辺、いわゆる基地村で起きる話を幼い少年の視線を通して、文化の衝突を事実的に描いた長編小説『キャンプセネカーの基地村』を出版した。
評論家としても活動し、保守系の作家で結成した文化未来フォーラムの代表を務め、親日派や市場原理主義を評価している。1998年には『国際語時代の民族語』で、英語公用語化論を提起して社会的に大きな波紋を巻き起こした。

## 主な作品
小説
- 1994年、『캠프 세네카의 기지촌』(キャンプセネカーの基地村)[3]
- 2006年、『보이지 않는 손』(見えない手)
- 2007年、『그라운드 제로』(グランドゼロ)
- 2008年、『애틋함의 로마』(切ないローマ)

詩集
- 1988年、『오장원의 가을』(五丈原の秋)
- 2001年、『나이 들어가는 아내를 위한 자장가』(年をとっていく妻のための子守唄)

その他
- 1998年、『국제어 시대의 민족어』(国際語時代の民族語)